# Municipio de Neponset
El municipio de Neponset (en inglés: Neponset Township) es un municipio ubicado en el condado de Bureau en el estado estadounidense de Illinois. En el año 2010 tenía una población de 742 habitantes y una densidad poblacional de 7,93 personas por km².

## Geografía
El municipio de Neponset se encuentra ubicado en las coordenadas 41°16′49″N 89°47′40″O / 41.28028, -89.79444. Según la Oficina del Censo de los Estados Unidos, el municipio tiene una superficie total de 93.62 km², de la cual 93,6 km² corresponden a tierra firme y (0,02 %) 0,02 km² es agua.

## Demografía
Según el censo de 2010, había 742 personas residiendo en el municipio de Neponset. La densidad de población era de 7,93 hab./km². De los 742 habitantes, el municipio de Neponset estaba compuesto por el 95,01 % blancos, el 1,08 % eran afroamericanos, el 0,4 % eran amerindios, el 0,13 % eran asiáticos, el 1,35 % eran de otras razas y el 2,02 % eran de una mezcla de razas. Del total de la población el 3,37 % eran hispanos o latinos de cualquier raza.